# سیمزبری سنتر (کنتیکت)
سیمزبری سنتر (به انگلیسی: Simsbury Center) یک منطقهٔ مسکونی در ایالات متحده آمریکا است که در کنتیکت واقع شده‌است. سیمزبری سنتر ۱۱٫۸ کیلومتر مربع مساحت و ۵٬۸۳۶ نفر جمعیت دارد و ۵۶٫۳۹ متر بالاتر از سطح دریا واقع شده‌است.